# 第三共和國 (大韓民國)
第三共和國（：／），是大韓民國於1963年至1972年間存在的歷史政權。
1962年12月17日，《第三共和國憲法》經公民投票通過而實施，此後於1963年12月17日正式成立第三共和國，並解散了最高會議，結束了長達三年的憲法真空。該政權是基於1961年五一六軍事政變和隨後的軍政府統治下建立的。根據這部憲法，1963年10月15日舉行的第五屆總統選舉中，透過國民直接選舉，朴正熙當選為總統。1972年10月17日，朴正熙發動自我政變。11月21日，經公民投票通過修改憲法，韓國正式進入第四共和國（維新體制時代），第三共和國隨之結束。
朴正熙政府推動了第一次經濟發展五年計劃，擴大了道路、港口和機場等基礎設施，使全國進入日常生活圈。同時，透過圩田開發和作物品種改良，提高了糧食產量。在這個過程中，韓國國內資本積累，因而減少了對外國資本的依賴。但資本集中程度加劇，少數財閥在生產和收入中佔據主導地位，令韓國工業對出口的依賴加深。再加上韓國民眾對民主訴求被壓制，亦產生了許多社會問題。
進入1970年代，隨著工業化的發展，工廠工人數量大幅增加，勞工運動為保護工人權益而活躍。儘管遭到政府的強硬鎮壓，要求提高工資、改善勞動條件、企業家經營理性化，以及人性化對待工人的勞工運動仍然在全國範圍內蔓延。
同時，第三共和國將反共主義作為國家政策，加強反共主義教育，並重視培養實用技能和效率的教育。在這種情況下，教育自治只是名義上的，教育的中央集權和官僚控制繼續存在。1968年公佈的國民教育憲章指明了這段時期的教育方向。

## 成立背景

### 張勉政權的困境
1960年4·19學運後，5月張勉當選第五任韓國國會議員，8月第二共和國成立，改為內閣制，張勉當選國務總理，他執權後試圖保障國民的自由權限，但因民主黨內訌分裂導致社會無秩序混亂、經濟下滑，加上韓國社會對共產主義及北韓的恐懼，甚至出現了「脫南者」。根據1960年提交美國政府的韓國經濟改革計畫備忘錄估計，韓國全部勞動力為9,004,000人，失業總數為1,300,000人。
當時韓國的人均收入是極其低下的。根據《南山報告》的統計，從1949年4月到1950年3月，韓國人均收入僅70美元，其中67美元是人民自己的生產性收入，剩下的3元來自外援。這種遠低於100美元的人均收入，在世界上是居於最低水準的。佔全部人口70%的農民的貧窮是特別明顯的，根據1961年的韓國農業年鑑，農民的平均家庭收入為418,700韓圜，而每年的平均開支約為453,500圜，一年淨負34,800圜。這種收支上的不平衡是大量農業人口轉移和高利貸債務節節上升的根本原因。這也是過去的朝鲜战争留下的後遺症。
1961年，朴正熙少將發動五一六軍事政變，張勉的韓國總理職務被中止，結束僅九個月的民主黨政府。

## 政治
在1965年，朴正熙政府推動了韓日邦交正常化。儘管反對派和學生舉行了抗議，但在6月份，韓國與日本簽訂了數項條約和協定。透過1965年的《韓日協定》等措施，籌集了國家基礎建設的資金。6·3事態發生後，政府用強制力制止了抗議活動。
1966年9月22日，發生了國會議員金斗翰在對政府的提問中向部長們投擲事先準備的糞便的國會投擲糞便事件，此事件是因韓國肥料股份有限公司走私糖精一事引發的。
1967年，朴正熙擊敗尹潽善等人，成功連任，成為第六任總統。1967年6月8日，透過第七屆總選舉，在各個選區透過小選區制的直接選舉選出了131名議員。包括根據各黨派得票率選出的44名全國議員在內，第七屆大韓民國國會共有175名議員。
1972年，應朴正熙的指示，李厚洛被派往朝鮮民主主義人民共和國與金日成會面，制定了獨立、和平、民族大團結的三大統一原則。1972年7月4日，南北雙方發布了《南北共同聲明》。這是在國際緩和氛圍、宣布美軍撤出韓國、減少軍備競賽的背景下制定的，但隨後被南北雙方用來加強各自的國家權力基礎。

## 經濟
在第三共和國時期，朴正熙統治下的韓國經濟開始了往後長達數十年的高速增長。政府繼續執行最高委員會確定的經濟發展優先事項，並利用從日本和美國湧入的外國援助，為出口企業提供無息貸款，亦為工業項目提供了財政上的支持，如浦項鋼鐵廠的建設。第三共和國時期，韓國進行了自日本殖民時代以來首次大規模的基礎建設，全國各地新建了許多公路、鐵路和機場。
第三共和國見證了韓國財閥的首次大規模發展。財閥是韓國的大型工業集團，由業主或家族經營和控制。1961年，最高委員會上台執政，他們承諾要解決困擾第一共和國的商界腐敗問題，新政府也延續了這項承諾。然而，儘管一些主要的實業家被逮捕並被指控犯有腐敗罪，新政府還是意識到，要實現政府雄心勃勃的經濟現代化計劃，就需要企業家的幫助。雙方達成了妥協，許多被指控的企業領導人向政府繳納了罰款。隨後，企業和政府領導人在經濟現代化方面加強了合作。
韓國的經濟繁榮是以嚴格限制工人權利為代價的，在工業化過程中出現的旨在為工人爭取更多保護的勞工運動遭到了第三共和國政府的積極鎮壓。
第三共和國繼續執行與西德政府合作的計劃，招募韓國護士和礦工作為客籍勞工，該計劃始於最高委員會的最後幾個月。費用主要由韓國政府支付，只有他們的工資和一些語言服務由西德雇主支付。在西德的韓國人能夠將大筆資金匯回自己國家，因為他們的薪水比韓國國內高得多，大大超出了他們的補貼生活費。此後，外派韓國勞工人被認為是20世紀末韓國經濟快速成長的主要原因。
1970年，為因應與城市富裕地區日益擴大的貧富差距，韓國發起了「新村運動」，旨在實現農村及其經濟的現代化、縮減貧富差距。新村運動鼓勵村主義，政府為當地人提供免費建築材料和工具，讓他們自己開發一些基礎設施，培養自立自強的能力，而不是完全依賴政府建設的基礎設施。政府也提供農民電力和自來水、建造鋪面公路、以鐵皮屋頂取代茅草屋頂。據報道，朴正熙無法忍受農民家中的茅草屋頂，對他來說，茅草屋頂是韓國落後的標誌，更換茅草屋頂反映了他的個人執念，而非實際需求。有爭議的是，新村運動積極推動一種針對韓國農民「迷信」的偶像崇拜，導致許多韓國薩滿教徒受到騷擾，數百年的韓國傳統遭到破壞。

### 引用
1. ↑  Yonhap (2004)，第271頁.
2. ↑  Cumings (1997)，第320頁.

### 來源
- Cumings, Bruce. . New York: W.W. Norton. 1997. ISBN 0-393-31681-5.
- Lee, Ki-baek. . 由Wagner, E.W.翻译. Seoul: Ilchogak. 1984. ISBN 89-337-0204-0.
- Nahm, Andrew C. . Seoul: Hollym. 1996. ISBN 1-56591-070-2.
- Yang, Sung Chul. . Seoul: Hollym. 1999. ISBN 1-56591-105-9.
- Yonhap News Agency. . Seoul: Author. 2004. ISBN 89-7433-070-9.